# 下之瀧臨時乘降場
下之瀧臨時乘降場（日语：／ Shimonotaki Karijōkōba */?）是位於北海道苫前郡羽幌町字汐見，日本國有鐵道（國鐵）羽幌線的臨時乘降場（局設定）（廢站）。在1972年（昭和47年）2月8日，由於較少客量而廢除。

## 歷史
- 1956年（昭和31年）11月1日 - 臨時乘降場啟用[2]。
- 日期不詳 - 遷移至平交道的南邊（羽幌一方）[注 1]
- 1972年（昭和47年）2月8日 - 臨時乘降場停用。

## 車站構造
此站為無人車站，設有1面1線的單式月台。

## 車站周邊
- 國道232號（日语：国道232号）（天賣國道/日本海Ororon線（日语：日本海オロロンライン））
- 曾經靠近海邊有數十間半農半漁的民居，現時該處已經人煙稀少。
- 鄰接乘降場的平交道之道路是進往羽幌農場入口。
- 沿岸巴士 豐富留萌線 第2汐見巴士站是在上述道路與國道之間的路口位置。

## 現狀
路軌遺址還可依稀看見，但是已經看不到乘降場的痕跡。

## 相鄰車站
日本國有鐵道
羽幌線
羽幌－下之瀧－築別

## 注腳

## 相關項目
- 臨時乘降場